# Shazz

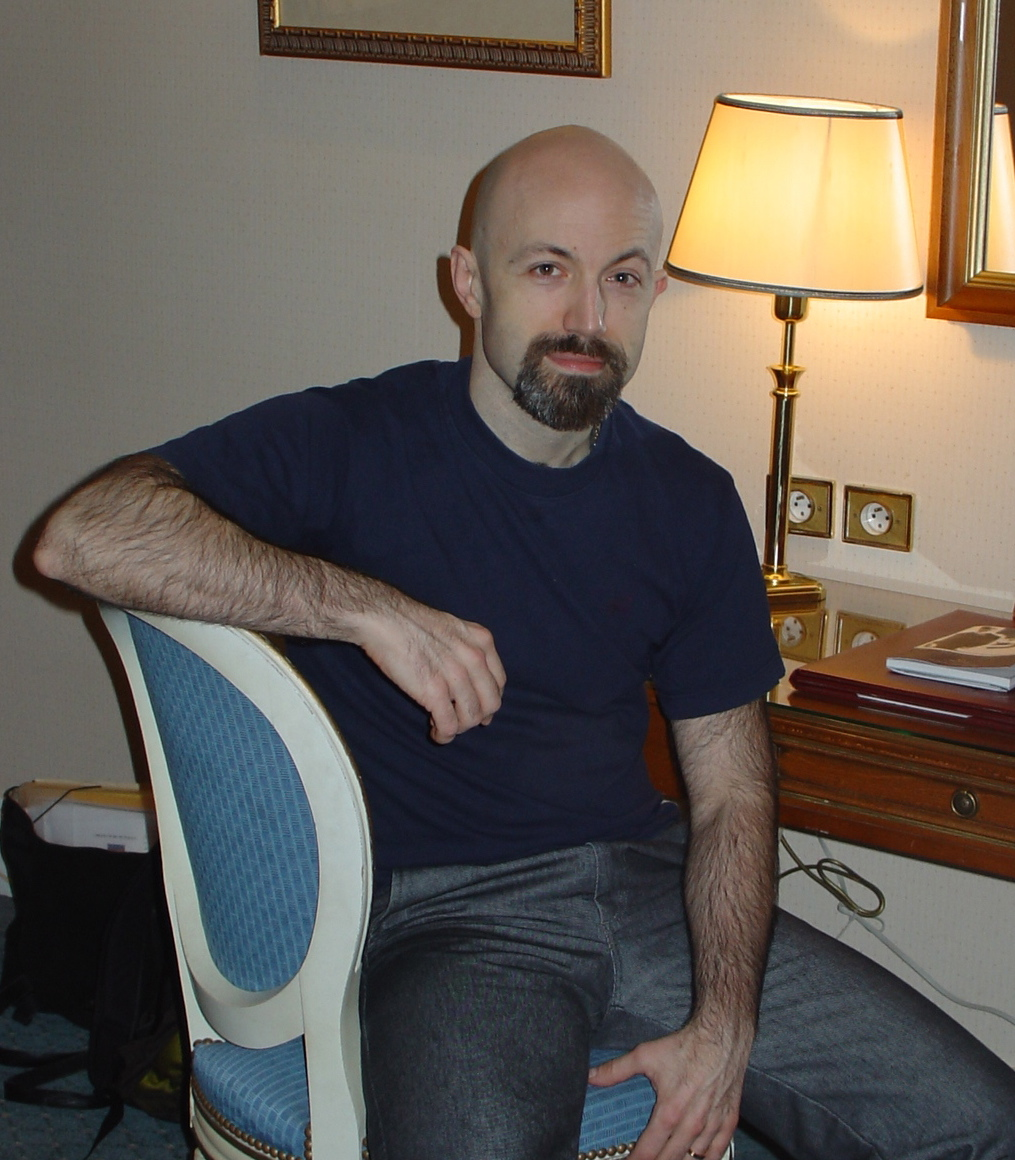
Shazz, Fotografie von 2005

Shazz, bürgerlich Didier Delesalle, (geboren am 24. Dezember 1967 in Dunkerque) ist ein französischer Musiker und Technoproduzent. Er veröffentlicht elektronische Musik im Bereich des Deep House und Downbeat.

## Leben
Didier Delesalle kam 1967 in Dunkerque zur Welt. In den 1980er Jahren lernte er in der Brüsseler Musikszene elektronische Musik wie Electro und Dance kennen. Später zog er nach Paris, wo er zunächst als Model für den Modeschöpfer Jean Paul Gaultier arbeitete. Musikalisch gehörte er zu den frühen Anhängern des New Wave, von Disco und von Hi-NRG. Er entdeckte für sich EP-Schallplatten mit amerikanischer House-Musik und wurde insbesondere ein Fan von Larry Heard (alias Mr. Fingers). Zudem wurde er von Detroit Techno beeinflusst.
Der Produzent Éric Morand verpflichtete Delesalle 1992 als Musiker für das Musiklabel Fnac Music Dance Division. Unter den Pseudonymen L'n'S, Nuages oder Soofle arbeitete er bei mehreren EPs mit dem Musiker St Germain zusammen. 1993 veröffentlichte Delesalle gemeinsam mit St Germain und Laurent Garnier unter dem Pseudonym Choice das Stück Acid Eiffel, das heute als früher Klassiker des französischen Techno gilt. Zur selben Zeit brachte Delesalle eigene Stücke wie Orange und Aurora Borealis unter dem Pseudonym Shazz heraus. Nachdem Eric Morand und Laurent Garnier 1994 das Label F Communications gegründet hatten, veröffentlichte Delesalle/Shazz dort seine Aufnahmen.
Ende der 1990er Jahre verließ Shazz das Label F Communications und wechselte zum amerikanischen Major-Label Columbia Records. Er begann mit Instrumentalmusikern zusammenzuarbeiten, wodurch die Klangpalette seiner Stücke durch den Einsatz von Trompete, Bass, Saxophon oder Klavier erweitert wurde. Mehrere Stücke seines Albums Shazz erschienen als Remix von Deep-House- und Garage-House-Musikern wie Blaze und Joe Claussel auf dem Label Yellow Productions. Das Album Shazz war 1999 im Bereich Techno für den Musikpreis Victoires de la Musique nominiert.
Das nächste Album In The Light erschien beim Label Epic Records. Shazz hatte die elf Titel innerhalb eines Jahres komponiert, in denen er Stilrichtungen wie House, Pop und Black Music miteinander verband. Shazz arbeitete hierbei für die rhythmischen Arrangements und das Mixing mit DJ Gregory, Julien Jabre und Alexandre Destrez zusammen. Beim 2004 erschienenen Album Beautiful spielten Gesangselemente eine größere Rolle. Auch hier arbeitete er wieder mit  Julien Jabre zusammen, der für das Mixing zuständig war; Alexandre Destrez wirkte an den Keyboards mit.
Nach einem Intermezzo mit dem Countertenor Gérard Lesne und dem Arrangeur Dominique Massa beim Projekt Human?, erschien im März 2009 beim Label Pschent Music mit Heritage das vierte Soloalbum von Shazz. Hierbei wurde er von dem amerikanischen Sänger Michael Robinson begleitet. Das Album umfasst Elemente des Elektropop, Gospel, Soul und Blues. Der hierin enthaltene Titel Mirage erschien zusätzlich in der Compilation-CD Hôtel Costes No. 11 und auf Costes Decade. 2015 erschien eine Neuveröffentlichung des Albums Beautiful bei Shazz' eigenem Label Batignolles Square.

### Alben
- 1998 – Shazz, Columbia / 2000 bei Distance
- 2001 – In The Light, Epic
- 2002 – In The Night, Remixalbum, Epic
- 2004 – Beautiful, ULM
- 2005 – Human?, Naïve
- 2009 – Heritage, Pschent
- 2015 – Beautiful "10th Anniversary Definitive Edition", Batignolles Square

### Maxis / EP
- 1992 – Moonflower, Fnac Music Dance Division
- 1992 – Shazz EP, Fnac Music Dance Division
- 1993 – LN'S – Inferno EP, Fnac Music Dance Division
- 1993 – Soofle – Nouveau EP, Fnac Music Dance Division
- 1993 – Choice – Paris EP, Fnac Music Dance Division
- 1993 – Lost Illusions, Fnac Music Dance Division
- 1993 – Aurora Borealis, Fnac Music Dance Division
- 1993 – Orange – Quarter EP, Fanc Music Dance Division
- 1994 – A View Of Manhattan, F Communications
- 1994 – Nuages – Blanc EP, F Communications
- 1995 – Aurora Borealis – The Edge, Level 2
- 1996 – Back In Manhattan, F Communications
- 1996 – Muse Q The Music, F Communications
- 1997 – El Camino (Part 2), Yellow Productions
- 1997 – Lost Illusions, CNR Music
- 1997 – Moonflower, CNR Music
- 1998 – El Camino (Part 1), Yellow Productions
- 1998 – El Camino Project, Yellow Productions
- 1998 – Innerside, Yellow Productions, und 2002 bei Epic
- 1998 – Innerside, Columbia
- 1998 – Yellow Dance Classics, Yellow Productions
- 1999 – Carry On, Sony Music Entertainment (France)
- 1999 – Innerside '99 Remixes – Part 1, Distance Music
- 1999 – Pray, Distance Music / Promo bei Epic
- 1999 – Pray (Bob Sinclar Remixes), 12" bei Columbia / CD Maxi bei Distance
- 2001 – Aurora Borealis – Wave 2000, Universal
- 2001 – Fallin' In Love, Epic
- 2001 – Hermosa Maria, Epic
- 2002 – All I Wanna Give You (Part 5 / 5), Epic
- 2002 – El Camino Part 1/5, Epic
- 2002 – Fallin' In Love & Hermosa Maria (Part 4 / 5), Epic
- 2002 – Pray / Carry On (Remixes Part 3 / 5), Epic
- 2004 – Beautiful, Universal Licensing Music (ULM)
- 2004 – On & On / Latin Break EP, Universal Licensing Music (ULM)
- 2005 – My Heart, Universal Licensing Music (ULM)
- 2006 – This Is Your Life, ShazzMusic
- 2010 – Wherever You Are EP, Pschent Music
- 2010 – Wherever You Are Remixes EP Pschent
- 2012 – Just Relaxxx (en guest sur l'album Abigoba – Fragments of Human Words & Voices), FeverDog Music / Nuage 7
- 2015 – This is Your Life (Tommy Marcus 2015 Remixes), Resolution Records
- 2015 – This is Your Life (Bruno Kauffmann 2015 Remixes), Resolution Records
- 2015 – This is Your Life (Jérôme Zambino 2015 Remixes), Resolution Records
- 2016 – EPilogue EP, ShazzMusic

### Remixes
- 1995 – Marc Clement – The Tunnel (Remixes), Sony Music France
- 1995 – Deep Forest – Bohème (The Remixes), Bohème (Abstract Mix), Sony Music Entertainment (France)
- 1995 – Björk – Isobel (Isobel Shazz Remix), Barclay
- 1995 – Deep Forest – Bohème, Boheme (Orange Mix), Epic
- 1995 – Nova Nova – Nova Nova D.J.G.G. (Orange Mix), F Communications
- 1995 – JF Cohen – Un Film Snob Pour Martien (Shazz Remixes), Columbia
- 1996 – St Germain – Alabama Blues (Revisited) Part 1 (Shazz Orange Remix), F Communications
- 1996 – Abed Azrié – Eau Et Vent (Remixes Shazz) (12") au Et Vent (The Awake), Columbia
- 1996 – Norma Jean Bell – I’m The Baddest Bitch (Remixes), F Communications
- 1999 – Kevin Yost – If She Only Knew (Shazz remix), Distance Sampler, Distance
- 1999 – Arm Diab – Habibi (Shazz Remix), EMI
- 2000 – Alain Chamfort – Manureva (Shazz Mixes), Sony Music France
- 2001 – Latin House Vol. 2 – Afro-Disiac,  Choice Productions
- 2002 – Natural House – Afrodisiac (Shazz Remix), Debaile Muxxic
- 2003 – Oscar – Afrodisiac – Afrodisiac (Shazz Remix), Denote Records
- 2004 – Raul Paz – Mua Mua Mua (Shazz Remix), Naïve
- 2004 – Alcove – Here Comes The Sun (Shazz & Tommy Marcus), Resolution Records
- 2004 – Lounge Candelas Version 2 – Afro-Disiac, Med Musik
- 2008 – Hotel Costes – n°11 (Hello Mademoiselle Shazz Remix), Pschent records
- 2008 – Charles Schillings – Be gone (Les filles Shazz Remix), Pschent records
- 2009 – Grand Popo Football Club – Les filles (Les filles Shazz Remix), Pschent records
- 2009 – Balazko – I’ll never give up (Shazz & A. Destrez Remix), Pumpz records
- 2010 – Massivan – 2B@1 With The World (Shazz Remix), Pschent
- 2011 – Alcôve – De la peau, Du sel (December Shazz Orange Remix), Resolution Records
- 2012 – Abigoba feat China Moses – My China Town Obsession (Shazz Remix), FeverDog Music / Nuage 7
- 2012 – Silk Stalkings – Vibe feat Sammy Zone (Shazz & Alexandre Destrez Remix), Big Mama Records
- 2013 – Indwe – Lyana (Shazz Remix), Native Rhythms
- 2014 – Charles Schillings – Kiss Me (Shazz Remix), Map Dance Records